# Peter Goldsmith
Peter Henry Goldsmith (né le 5 janvier 1950) est un avocat britannique et ancien procureur général pour la juridiction d’Angleterre-et-Galles et pour l'Irlande du Nord. Le 22 juin 2007, Goldsmith annonce sa démission qui prend effet le 27 juin 2007, le jour même de la démission du Premier ministre, Tony Blair. Il est actuellement chef de la pratique du contentieux européen au sein du cabinet d'avocats américain Debevoise & Plimpton et vice-président du Hong Kong International Arbitration Center .

## Biographie
Goldsmith est né à Liverpool, dans le Lancashire (aujourd'hui Merseyside), et est d'origine juive. Il fait ses études à la Quarry Bank School avant d'étudier le droit au Gonville and Caius College, à Cambridge et à l'University College de Londres. Il est admis au Barreau du Gray's Inn en 1972, exerçant à Fountain Court Chambers à Londres. Il devient Conseiller de la reine en 1987 et juge suppléant de la Haute Cour en 1994 et il est élu le plus jeune président du barreau d'Angleterre-et-Galles en 1995. Il est élevé à la pairie en tant que pair travailliste en 1999, avec le titre de baron Goldsmith, d'Allerton dans le comté de Merseyside. Il est nommé procureur général en juin 2001. Il est admis au Conseil privé en 2002 .
Goldsmith occupe également un certain nombre de postes au sein d'organisations juridiques internationales, notamment de membre du conseil de l'Association internationale du barreau (IBA) et de l'Union internationale des avocats. De 1998 jusqu'à sa nomination au poste de procureur général, il est coprésident de l'Institut des droits de l'homme de l'IBA. Entre 1997 et 2000, il est président du Financial Reporting Review Panel, un organisme public non ministériel chargé de faire appliquer les normes d'information financière. En 1997, il est élu membre de l'American Law Institute et membre du Barreau de Paris.
En 1996, il fonde l'unité du Barreau pro bono dont il est président jusqu'en 2000 et reste président d'honneur. Il est le représentant personnel du Premier ministre auprès de la Convention relative à la Charte des droits fondamentaux de l'Union européenne.
En 2006, Goldsmith prononce un discours au Royal United Services Institute, appelant à la fermeture du camp de détention américain à Guantanamo Bay. Goldsmith le qualifie de "symbole d'injustice" et déclare qu'il ne respecte pas les droits à la liberté .

## Controverse sur l'accord d'armes à Al-Yamamah
En 2007, Goldsmith est accusé d'avoir tenté de dissimuler l'affaire de corruption BAE-Saudi en ordonnant au Serious Fraud Office d'annuler son enquête en cours sur l'affaire, arguant que cela pourrait «compromettre la sécurité nationale» ,.
Il admet plus tard que le MI6 n'avait jamais possédé de renseignements selon lesquels l'Arabie saoudite prévoyait de couper les liens de sécurité avec la Grande-Bretagne .

## Contestation de l'invasion de l'Irak
La nature des conseils juridiques de Goldsmith au gouvernement sur la légalité de l'invasion de l'Irak en 2003 est une question politique importante à l'époque.
Le gouvernement refuse les appels répétés à rompre avec la tradition et à rendre les conseils publics. La note originale de Goldsmith au Premier ministre, écrite le 30 janvier 2003, indique que la résolution 1441 de l'ONU ne sanctionne pas le recours à la force et qu'une nouvelle résolution serait nécessaire avant une action militaire . Une note ultérieure rédigée le 7 mars 2003 est finalement divulguée à la presse, ce qui conduit à sa publication officielle le 28 avril 2005. Dans la note de service, Lord Goldsmith discute de la question de savoir si le recours à la force en Irak pouvait être légalement justifié par la "violation substantielle" par l'Irak de ses obligations, telle qu'établies dans la résolution 1441 du Conseil de sécurité de l'ONU, notamment le cessez-le-feu tel qu'imposé par la résolution 687 du Conseil de sécurité à la fin de la Première guerre du Golfe. Goldsmith conclut qu'«il est raisonnable de faire valoir que la résolution 1441 est en principe capable de réactiver l'autorisation [de l'usage de la force] dans la résolution 678 sans autre résolution.» Cependant, Goldsmith admet qu'«un tribunal pourrait très bien conclure que les paragraphes 4 et 12 du dispositif nécessitent une nouvelle décision du Conseil pour réactiver l'autorisation». Dans cette note, il conclut également que "l'argument selon lequel la résolution 1441 a à elle seule réactivé l'autorisation de recourir à la force dans la résolution 678 ne sera valable que s'il existe de solides motifs factuels permettant de conclure que l'Irak n'a pas saisi la dernière occasion. En d'autres termes, nous devrions être en mesure de démontrer des preuves tangibles de non-respect et de non-coopération ".
Dans son dernier conseil au gouvernement, écrit le 17 mars 2003, Goldsmith déclare que le recours à la force en Irak est licite . Ce conseil énonce le point de vue privilégié par Goldsmith en des termes plus clairs que sa note précédente, sans référence aux doutes qui y étaient exprimés. Cela conduit à des allégations selon lesquelles Goldsmith a succombé à des pressions politiques pour trouver une justification légale à l'usage de la force contre l'Irak . Peu de temps après la fuite, Goldsmith publie une déclaration en réponse à de telles allégations, affirmant que les deux documents étaient cohérents, soulignant la différence dans la nature des deux documents et les assurances fermes qu'il prétend avoir reçues entre le 7 et le 17 mars selon lesquelles L’Irak a effectivement manqué à ses obligations au titre des résolutions du Conseil de sécurité.
La controverse est exacerbée par la démission d'Elizabeth Wilmshurst, conseillère juridique adjointe au ministère des Affaires étrangères et du Commonwealth, le 20 mars 2003. Une version complète de sa lettre de démission est rendue publique en mars 2005. En cela, Wilmshurst déclare que la raison de sa démission est qu'elle n'était pas d'accord avec l'opinion officielle selon laquelle l'usage de la force en Irak était légal. Elle accuse également Goldsmith d'avoir changé d'avis sur la question. Au cours de son témoignage à la commission d'enquête sur l'Irak, Wilmshurst, même si elle comprend que "Goldsmith était mis dans une position impossible", exprime sa désapprobation de la façon dont Goldsmith a entrepris de formuler son opinion finale. Elle dit qu'elle pensait que "le processus qui avait été suivi dans cette affaire était lamentable", ajoutant qu'elle pensait "qu'il aurait dû y avoir une plus grande transparence au sein du gouvernement [britannique]" sur "l'évolution des conseils juridiques". Concernant les efforts du procureur général pour déterminer la nature des violations présumées irakiennes, elle exprime sa désapprobation à l'égard de Goldsmith en se fondant, en partie, pour son avis juridique, "sur des conversations privées qu'il a eues avec des négociateurs britanniques et américains sur ce que les négociateurs français avait dit, "alors que" bien sûr, il n'avait pas demandé aux Français eux-mêmes.".
En novembre 2008, l'ancien Lord Chief Justice et Senior Law Lord Thomas Henry Bingham déclare que les conseils de Goldsmith ne contenaient "aucune preuve tangible" que l'Irak avait défié les résolutions de l'ONU "d'une manière justifiant le recours à la force" et que l'invasion était "une violation du droit international et de l' état de droit " .
Goldsmith témoigne devant la Commission Chilcot sur l'Irak le 27 janvier 2010, dans laquelle il est invité à expliquer sa position sur la légalité de l'invasion de l'Irak .
En juillet 2017, l'ancien général irakien Abdulwaheed al-Rabbat lance des poursuites privées pour crimes de guerre devant la Haute Cour de Londres, demandant que Goldsmith, Tony Blair et l'ancien ministre des Affaires étrangères Jack Straw soient poursuivis pour "crime d'agression" pour leur rôle lors de l'invasion de l'Irak en 2003. La Haute Cour statue que, bien que le crime d'agression soit reconnu en droit international, il ne s'agissait pas d'une infraction au regard du droit britannique et que, par conséquent, les poursuites ne pouvaient pas être engagées ,.

## Suite de la carrière
Goldsmith est nommé responsable du contentieux européen au bureau londonien du cabinet d'avocats américain Debevoise &amp; Plimpton.
Il est le premier procureur général à la retraite à rejoindre à un cabinet d'avocats. En août 2008, Goldsmith se qualifie en tant qu'avocat de la Cour suprême d'Angleterre-et-Galles  pour devenir un associé à part entière de l'entreprise (et ainsi partager les bénéfices de l'entreprise et acquérir une part de propriété dans l'entreprise). Selon le journal The Guardian du 27 septembre 2007, il serait rémunéré au taux de 1 million de livres sterling par an dans ses nouvelles fonctions. Le même rapport indique qu'il se serait attendu à gagner plus que cela s'il avait repris la pratique au barreau anglais.
En quittant leurs fonctions, les anciens procureurs généraux retournent généralement exercer au Barreau, souvent dans les chambres qu'ils ont quittées lors de leur nomination en tant que procureur. Contrairement au poste de lords chancelier à la retraite, il n'y a pas d'interdiction pour un procureur général de retourner exercer au Barreau. En tant qu'ancien ministre et titulaire d'une charge publique, Goldsmith a dû accepter un certain nombre de restrictions à sa liberté d'exercer pendant deux ans après avoir quitté ses fonctions. Les restrictions sont imposées par le Premier ministre sur l'avis du Comité consultatif sur les nominations des entreprises, une branche du Cabinet Office. Les restrictions de Goldsmith l'ont empêché, pendant 12 mois après avoir quitté ses fonctions, d'être personnellement impliqué dans le lobbying des ministres ou des fonctionnaires du gouvernement. Pendant deux ans après avoir quitté ses fonctions, il a dû s'abstenir de traiter de toute question au sujet de laquelle il avait obtenu des renseignements confidentiels ou privilégiés alors qu'il était procureur général.
Goldsmith est un avocat du célèbre homme d'affaires géorgien Badri Patarkatsichvili qui a passé le dernier jour dans son bureau, avant de s'effondrer et de mourir d'une crise cardiaque dans son manoir de Leatherhead.
En août 2008, Goldsmith est nommé administrateur non exécutif indépendant de la fiducie immobilière australienne, Westfield Group .